# グウェンドリン・オニール
グウェンドリン・オニール（Gwendolyn O'Neil、1969年8月11日 - ）は、ガイアナ出身の女性プロボクサー。

## 来歴
21人兄弟の20番目として生まれる。
夫の勧めでボクシングを始め、テレビ中継に影響されてプロになる。
1999年7月31日、トリニダード・トバゴでプロデビューするが、キム・クタシィーに1回KO負け。
国内初戦となるプロ2戦目でマーガレット・ウォルコットから初勝利。3戦目でクタシィーにリベンジした。
2003年5月24日、ウォルコットと国内女子ライトヘビー級王座を争い、4回TKOで王座獲得。
2004年5月29日、キャシー・リバースと空位のWIBA世界同級王座決定戦を争い、1人がフルマークを付ける3-0判定で世界王座獲得。
2004年9月24日、レイラ・アリとIWBF同級王座を争うが、3度のダウンを奪われ、3回KO負け。この敗戦でWIBA王座も剥奪された。
2004年12月26日、クリスタル・レイシーとWIBC世界同級王座を争い、判定で王座獲得。
2005年7月9日、パメラ・ロンドンに3-0判定勝利でWIBC王座初防衛。
2005年4月22日、ノンタイトルでウォルコットを4回TKOで退ける。
2007年2月3日、WIBA・WBC統一スーパーミドル級王者アリと再戦。世界王座に挑戦したが、1回TKO負けを喫した。なお、この一戦はアリにとって現役最後の試合となった。
2008年6月6日、カーレッテ・イーエルとWIBC王座2度目の防衛と空位のWIBA王座を争い、判定で王座統一に成功。
2008年1月1日にイーエルとのダイレクトリマッチが行われ、0-3判定で王座陥落。
2010年1月30日、シャロン・ワードに勝利して再起成功。
2010年6月5日、ベロニカ・ブラックマンと空位のWIBA世界ヘビー級王座を争い、3-0判定で勝利。WIBA2階級制覇達成。
2010年9月11日、米国でローラ・ラムゼイの挑戦を受け判定勝利で王座防衛。
2010年11月6日、ノンタイトルでパメラ・ロンドンに勝利。

## 戦績
- 24戦17勝（7KO）6敗1分け

## タイトル
- ガイアナ女子ライトヘビー級王座
- WIBA世界ライトヘビー級王座
- WIBC世界ライトヘビー級王座
- WIBA世界ヘビー級王座